# Кінний спорт на літніх Олімпійських іграх 1956
Змагання з кінного спорту на літніх Олімпійських іграх 1960 у Мельбурні через австралійські карантинні правила відбулися на Олімпійському стадіоні в Стокгольмі, де тривали з 11 до 17 червня. В програмі було три види кінного спорту: виїздка, триборство і конкур. Кожен з них поділявся на індивідуальні та командні змагання, тобто загалом розіграно 6 комплектів нагород.

## Медальний залік
| Дисципліни               | Золото | Срібло | Бронза                                                                                      |
| ------------------------ | --- | --- | ------------------------------------------------------------------------------------------- |
| Індивідуальна виїздка    | Генрі Сен-Сір і Juli (SWE)                                                                                      | Ліс Гартель і Jubilee (DEN)                                                                                          | Лізелотт Лінзенгофф і Adular (EUA)                                                          |
| Командна виїздка         | Швеція (SWE) Генрі Сен-Сір і Juli Ґенель Перссон і Knaust Ґустав Адольф Болтенштерн мол. і Krest                | Об'єднана німецька команда (EUA) Лізелотт Лінзенгофф і Adular Ганнелоре Вейґанд і Perkunos Аннелізе Кюпперс і Afrika | Швейцарія (SUI) Ґоттфрід Трахзель і Kursus Анрі Шаммартен і Wöhler Ґустав Фішер і Vasello   |
| Індивідуальне триборство | Петрус Кастенман і Iluster (SWE)                                                                                | Авґуст Лютке-Вестгюес і Trux von Kamax (EUA)                                                                         | Френсіс Велдон і Kilbarry (GBR)                                                             |
| Командне триборство      | Велика Британія (GBR) Френсіс Велдон і Kilbarry Артур Рук і Wild Venture Берті Гілл і Countryman III            | Об'єднана німецька команда (EUA) Авґуст Лютке-Вестгюес і Trux von Kamax Отто Роте і Sissi Клаус Ваґнер і Prinzeß     | Канада (CAN) Джон Рамбл і Cilroy Джим Елдер і Colleen Браян Гербінсон і Tara                |
| Індивідуальний конкур    | Ганс Ґюнтер Вінклер і Halla (EUA)                                                                               | Раймондо Д'Інцео і Merano (ITA)                                                                                      | П'єро Д'Інцео і Uruguay (ITA)                                                               |
| Командний конкур         | Об'єднана німецька команда (EUA) Ганс Ґюнтер Вінклер і Halla Фріц Тідеманн і Meteor Alfons Lütke-Westhues і Ala | Італія (ITA) Раймондо Д'Інцео і Merano П'єро Д'Інцео і Uruguay Сальваторе Оппес і Pagoro                             | Велика Британія (GBR) Вілфред Вайт і Nizefela Пат Смайт і Flanagan Петер Робесон і Scorchin |

## Країни учасниці
У Стокгольмі змагалися спортсмени 29-ти країн.  
| - Аргентина (ARG) - Австралія (AUS) - Австрія (AUT) - Бельгія (BEL) - Бразилія (BRA) - Болгарія (BUL) - Камбоджа (CAM) - Канада (CAN) - Данія (DEN) - Єгипет (EGY) |  | - Фінляндія (FIN) - Франція (FRA) - Велика Британія (GBR) - Об'єднана німецька команда (EUA) - Угорщина - Ірландія (IRL) - Італія (ITA) - Японія (JPN) - Нідерланди (NED) |  | - Норвегія (NOR) - Португалія (POR) - Румунія (ROU) - СРСР (URS) - Іспанія (ESP) - Швеція (SWE) - Швейцарія (SUI) - Туреччина (TUR) - США (USA) - Венесуела |

5 країн змагалися в Стокгольмі, але не поїхали на Ігри до Мельбурна:
- Камбоджа (CAM)
- Єгипет (EGY)
- Нідерланди (NED)
- Іспанія (ESP)
- Швейцарія (SUI)

Єгипет і Камбоджа не поїхали до Мельбурна через Суецьку кризу, а Нідерланди, Іспанія та Швейцарія - на знак протесту проти радянського вторгнення в Угорщину.

## Таблиця медалей
| Місце               | Країна                           | Золото | Срібло | Бронза | Загалом |
| ------------------- | -------------------------------- | ------ | ------ | ------ | ------- |
| 1                   | Швеція (SWE)*                    | 3      | 0      | 0      | 3       |
| 2                   | Об'єднана німецька команда (EUA) | 2      | 3      | 1      | 6       |
| 3                   | Велика Британія (GBR)            | 1      | 0      | 2      | 3       |
| 4                   | Італія (ITA)                     | 0      | 2      | 1      | 3       |
| 5                   | Данія (DEN)                      | 0      | 1      | 0      | 1       |
| 6                   | Канада (CAN)                     | 0      | 0      | 1      | 1       |
| 6                   | Швейцарія (SUI)                  | 0      | 0      | 1      | 1       |
| Загалом (7 збірних) | Загалом (7 збірних)              | 6      | 6      | 6      | 18      |

Легенда
  *   Країна-господарка (Швеція)